# Hof HaCarmel

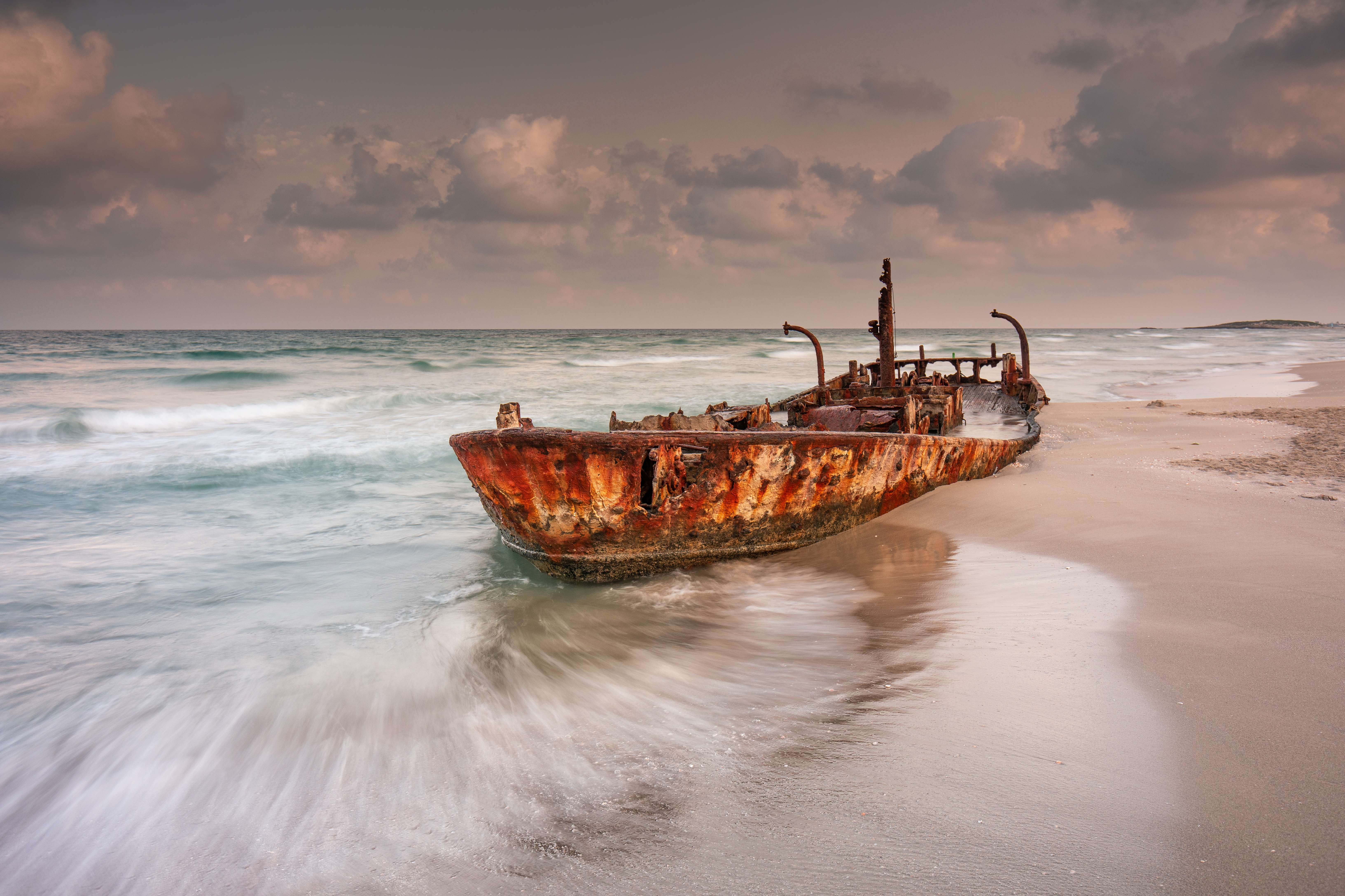
Épave (maritime) d'un bateau transportant du ciment sur la חוף דור-הבונים, Hof HaCarmel. Juin 2018.

Le conseil régional de Hof HaCarmel, en hébreu : מועצה אזורית חוף הכרמל, est situé au nord de la plaine côtière israélienne. Il couvre la région située à proximité de Tirat Carmel, au nord, à Césarée, au sud, dans le district de Haïfa. Son siège est situé à Ein Carmel, au sud de Haïfa. Sa population s'élève, en 2016, à 29 643 habitants.

## Liste des communautés
Kibboutzim
- Beit Oren (en)
- Ein Carmel
- HaHotrim (en)
- Ma'agan Michael (en)
- Ma'ayan Tzvi (en)
- Nahsholim
- Neve Yam
- Sdot Yam

Moshavim
- Bat Shlomo (en)
- Beit Hanania (en)
- Dor (en)
- Ein Ayala (en)
- Geva Carmel (en)
- Kerem Maharal (en)
- Megadim (en)
- Nir Etzion (en)
- Ofer
- Tzrufa (en)

Localités communautaires
- Atlit
- Césarée

Autres municipalités
- Ein Hod (anciennement Ein Hawd)
- Ein Hawd (en)
- Kfar Galim (en)
- Kfar Tzvi Sitrin (en)
- Meir Shfeya (en)

## Source de la traduction
- (en) Cet article est partiellement ou en totalité issu de l’article de Wikipédia en anglais intitulé « Hof HaCarmel Regional Council » (voir la liste des auteurs).